# Mixbury
Mixbury – wieś w Anglii, w hrabstwie Oxfordshire, w dystrykcie Cherwell. Leży 30 km na północ od Oksfordu i 88 km na północny zachód od Londynu. W 2001 miejscowość liczyła 255 mieszkańców.